# 石川翔 (俳優)
石川 翔（いしかわ しょう、1996年1月22日 - ）は、日本の俳優、声優。Apollo Bay所属。

## 来歴・人物
- 趣味はゲーム（FPS）、特技はドラム
- 六本木一丁目声優學園（略称：RIVA）に所属していた（2020年3月31日を以て活動終了）
- 高校時代は軽音楽部に所属していた
- ハリネズミ（だいふく）とシマリス（でんすけ）を飼っている

## 出演

### 舞台
- RealHeaven ブイラボミュージカルVOL.3『眠れる森の神女』（2017年8月23日 - 27日、六行会ホール）- 六本木一丁目声優學園としてゲスト出演
- 進戯団 夢命クラシックス#21.5公演『紅の月に導かれシは千年の―』（2018年8月24日 - 9月2日、王子 ベースメントモンスター）- ブラン 役（Wキャスト）[1]

- 2.5次元ダンスライブ - 八重樫剣介 役
  - 2.5次元ダンスライブ「ALIVESTAGE Episode 1『Let us go singing as far as we go: the road will be less tedious. - 歌いながら歩こうよ -』」（2019年5月15日 - 19日、草月ホール）[2]
  - 2.5次元ダンスライブ「S.Q.S Episode 4『TSUKINO EMPIRE2 -Beginning of the World-』」（2019年9月26日 - 29日、舞浜アンフィシアター）[3]
  - 2.5次元ダンスライブ「ALIVESTAGE Episode 2『月花神楽』」（2019年11月8日 - 17日、ヒューリックホール東京）[4]
  - 2.5次元ダンスライブ「ALIVESTAGE Episode 3『SCHOOL REVOLUTION Hello 神さま 僕はここにいる！』」（2020年4月24日 - 5月6日、ヒューリックホール東京）※お当番 ※全公演中止
  - 2.5次元ダンスライブ「TSUKIPRO STAGEキソセカイステージ：eins『ソラヲワタルカゼ』」（2020年6月10日 - 13日、立川ステージガーデン） ※全公演中止
  - 「LUNATIC LIVE 2020 in Taiwan」（2020年6月19日 - 21日、信義劇場 Legacy Max） ※全公演中止
  - 2.5次元ダンスライブ「ALIVESTAGE Episode 3『SCHOOL REVOLUTION Hello 神さま 僕はここにいる！』」（2020年10月29日 - 11月8日、ヒューリックホール東京）※振替公演 ※お当番
  - 2.5次元ダンスライブ「TSUKIPRO STAGE キソセカイステージ：eins『ソラヲワタルカゼ』」（2020年12月19日 - 20日、立川ステージガーデン）※振替公演無、観客生配信[5]
  - 2.5次元ダンスライブ「ALIVESTAGE Episode 4『WYD』」（2021年2月4日 - 2月14日、ヒューリックホール東京）
  - 2.5次元ダンスライブ「ALIVESTAGE外伝 ZIX STAGE『Break It!』」（2021年2月27日 - 2月28日、草月ホール）
  - 2.5次元ダンスライブ「S.Q.S Episode 6 キソセカイステージ：zwei 『アカイホノオ』」（2021年3月25日 - 31日、ヒューリックホール東京）※振替公演
  - 2.5次元ダンスライブ「ALIVESTAGE Episode 5『月野百鬼夜行綺譚 天獄 -君死にたまふことなかれ-』」（2021年9月2日 - 12日、シアターGロッソ）※お当番
  - 『LUNATIC LIVE 2021』（2021年9月4日 - 5日、東京ガーデンシアター）※5日のみ出演 ※全公演中止
  - 2.5次元ダンスライブ「ALIVESTAGE Episode 6『Gift』」（2022年3月18日 - 27日、ヒューリックホール東京）
  - 2.5次元ダンスライブ「TSUKIPRO STAGE Episode2『月野奇譚 太極伝奇 -金蘭之契-』」（2022年9月3日 - 11日、シアターGロッソ） ※全公演中止
  - 2.5次元ダンスライブ「ALIVESTAGE Episode 7『斬心 -霖雨蒼生-』」（2023年1月20日 - 29日、ヒューリックホール東京）[6]
  - 2.5次元ダンスライブ「ALIVESTAGE Episode 8『太極伝奇の、舞台裏』」（2023年7月29日 - 8月7日、なかのZERO 大ホール）※お当番[7]
  - 2.5次元ダンスライブ「ALIVESTAGE Episode 9『オトアツメ feat.ORIGIN』」（2024年5月10日 - 19日、ヒューリックホール東京）[8]
  - 「ALIVESTAGE」＆「S.Q.S」ツキプロ合同ライブ(仮)（2024年11月20日 - 24日、東京ドームシティ シアターGロッソ）
- 劇団アレン座第三回本公演 舞台『積チノカベ』（2019年7月11日 - 14日、北九州芸術劇場小劇場、すみだパークスタジオ倉）- 颯佑 役
- Thavman produce 舞台『地図から消されたウサギ島』（2019年12月19日 - 23日、武蔵野芸能劇場 小劇場）- サンキュー 役[9]
- 朗読劇『anniversary tree』（2020年1月23日 - 26日、中野MOMO）- 玄田蘭道 役
- ［Otona Project 第二十九弾］演劇ユニット【爆走おとな小学生】第十回課外授業『Office-9no1-』（2020年2月27日 - 3月2日、CBGKシブゲキ!!）- 鬼火 役（Wキャスト）
- LOVEキュン☆NEO朗読劇 『私が恋した王子様』この夏…あなたは誰に恋をしますか？（2020年8月4日 - 8日、R'sアートコート）- 橘秋吾 役 ※全公演中止[10]
- 江戸川乱歩作品NEO朗読劇『心理試験』（2020年8月9日 - 12日、R'sアートコート）- 蕗屋清一郎 役- ※全公演中止
- ウルトラマンション×トキヲイキルコラボ公演『うらがわの事件簿』（2021年5月19日 - 23日、コフレリオ新宿シアター）- 大和貞治 役（Wキャスト）
- 命の謳歌メディアミックスプロジェクト『Zoo-Z the STAGE-コンクリート・ジャングル-』（2021年7月7日 - 11日、シアターGロッソ）- 嶋村透留 役
- トリプルコア公演『ひとひらの勇気』（2021年10月6日 - 10日、APOCシアター）
- スマホ連動”ヒロイン体験朗読劇”『恋人は公安刑事』from 100シーンの恋＋（2022年1月13日 - 1月16日、赤坂RED/THEATER）- 後藤誠二 役 ※13日のみ出演
- 劇場参加型エンターテイメント
  - 劇場参加型エンターテイメント『THEATER ✕ GAME』★シーズン4★（2022年5月6日 - 8日、新宿 THEATER BRATS）※6日・8日のみ出演
  - 劇場参加型エンターテイメント『THEATER ✕ GAMEα』（2022年6月9日 - 12日、コフレリオ新宿シアター）※9日・10日のみ出演
- 株式会社ERreA produce『君の横はあったかい』（2022年5月11日 - 15日、萬劇場）
- 二人芝居『キープアウトな２人』（2022年8月13日 - 15日、中目黒TRY）
- 音×劇 オンゲキ
  - 音×劇 オンゲキ『コンビニエンスマンBB〜ぼくら日和〜』（2022年9月22日 - 10月2日、アトリエファンファーレ東池袋）- タガミ 役
  - 音×劇 オンゲキepisode3『meaning〜また会いたいから、さようなら〜』（2023年3月29日 - 4月2日、上野ストアハウス）- 小鳥遊順平 役 ※4月1日・2日のみ出演[11]
- 劇団CATMINT第18回公演『青い世界線Episode２〜Daydream〜』 (2022年10月12日 - 16日、中目黒キンケロシアター）
- 安達健太郎と役者が漫才とトークするLIVE（2023年2月12日、池袋西口 GEKIBA）
- SPIRAL CHARIOTS 第32回＆20周年記念公演『HATTORI半蔵‐零‐』（2023年9月12日 - 10月1日、池袋西口 GEKIBA）
- 朗読劇『二階堂優の事件簿〜アフロディーテの薔薇〜』（2023年11月16日 - 19日、シアター代官山）[12]
- 父が死んだ時、僕たちは何年かぶりに集まった。（2023年12月6日 - 10日、CBGKシブゲキ!!）[13]
- 30-DELUX NEW GENERATION THEATER『イエロー2024』（2024年9月25日 - 29日、シアターグリーン BIG TREE THEATER / 10月4日 - 6日、扇町ミュージアムキューブ CUBE01） - ホンタイジ 役[14][15]

### テレビ
- 『イケメン声優が騙し合い六學人狼部』（2016年10月・12月、TOKYO MX2）
- IVESTA TV（2020年4月29日 - 5月20日、TOKYO MX・BS日テレ）
- プロステTV（2022年1月5日 - 3月16日、TOKYO MX・BS日テレ、#1 - #3）

### CM
- 日本工学院テレビCM / ラジオCM出演（2015年5月 - 6月）

### 映画
- 劇場版SOARA2『I will. -君が未来を歩くとき-』（2021年10月29日公開）- 八重樫剣介 役

### イベント
- 六本木一丁目声優學園 初単独イベント『六學祭』（2018年3月21日、六本木morph）
- 城崎広告第2回社員総会（2019年3月30日）
- Blu-ray 2.5次元ダンスライブ「ALIVESTAGE」Episode 1『Let us go singing as far as we go: the road will be less tedious. - 歌いながら歩こうよ -』発売記念イベント (2019年12月7日）
- Blu-ray 2.5次元ダンスライブ「ALIVESTAGE」Episode 2『月花神楽　-青と緑の物語-』発売記念イベント (2020年5月9日、ヒューリックホール東京）※中止
- リモートイベント『夏の思ひ出つくりま翔』（2021年7月18日）talkportにて開催
- コラボライブイベント『前夜祭2』（2022年1月29日・30日、北とぴあドームホール）
- 佐祐樹 30th BIRTHDAY EVENT『感謝』（2022年4月24日、R'sアートコート）※ゲスト
- ざっきー生誕祭（2022年9月24日、GOTANDA G2）※ゲスト
- 岩佐祐樹2023バースデーイベント『やりたい放題』（2023年4月16日、R'sアートコート）※ゲスト
- 2.5次元ダンスライブ「ALIVESTAGE Episode 7『斬心 -霖雨蒼生-』」発売記念イベント（2023年11月26日、animate hall BLACK）
- 2.5次元ダンスライブ「ALIVESTAGE Episode 8『太極伝奇の、舞台裏』」発売記念イベント（2024年3月20日、animate hall BLACK）
- 2.5次元ダンスライブ「ALIVESTAGE Episode 9『オトアツメ feat.ORIGIN』」発売記念イベント（2025年1月11日、animate hall BLACK）

### Web番組
- 『電人★ゲッチャ! 』（2016年9月、ニコニコ生放送）
- 劇団アレン座第３回本公演 舞台『積チノカベ』直前特別番組（2019年5月22日、6月18日、ニコニコ生放送）
- キャストサイズニュース（2019年7月24日、ニコニコ生放送）
- スマートボーイズPresentsインプロバラエティ『ぺあぺあ』＃6 （2020年3月30日、ニコニコ生放送）
- SHOWROOM『カラオケしようよ♪LAST SUMMER SPECIAL!!』（2020年8月29日、ニコニコ生放送）
- ツキプロチャンネルあおぞらスペシャル！48時間生配信（2020年11月8日、YouTube・ニコニコ生放送）[16]
- 銀ちゃんの部屋 - YouTubeチャンネル（2021年7月21日・30日、YouTube）
- ツキプロチャンネル48時間生配信2021（2021年11月6日・7日、YouTube・ニコニコ生放送）
- Mission in B.A.C（2021年11月18日、LINE LIVE）
- SHOWROOM『皆様、ゆる雑のお時間です。』 ※不定期生配信
- ツキプロチャンネル48時間生配信2022（2022年11月5日・6日、YouTube・ニコニコ生放送）※5日のみ出演[17]
- ツキプロチャンネル48時間マジカルTV（2023年11月3日・4日、YouTube・ニコニコ生放送）※4日のみ出演[18]

### ゲーム
- 『TRINITY MASTER』（2018年3月 - 9月）- リジェクト兵団員 役
- 『Crimson Clan（クリムゾン クラン）』（2019年12月 - 2020年4月）- 龍ヶ崎とばり 役[19]
- 『未定事件簿』（2021年8月 - ）- 菅田佑希 役
- 『アノニマスコード』（2022年6月 - ）- 安藤大 役

### その他
- 『城崎広告』（2018年10月 - 2019年3月）- インターン生 嵐条遊馬 役[20]

### ラジオ
- 文化放送『拓也・良子のドリーム・ドリーム・パーティ』（2015年4月 - 2016年3月）
  - 出演回
    - 105回（オーディション）
    - 109回（ゴミ拾いロケ参加）
    - 119回（トライアスロンロケ参加）
    - 121回（由比ヶ浜清掃ロケ参加）
    - 127回（オープンキャンパスでインタビューin八王子校ロケ参加）
    - 133回（メンバー入れ替え戦結果発表）
    - 135回（新チャレンジ発表）
    - 137回（遊撃隊ラジオ①）
    - 139回（朗読劇オーディション）A班、C班
    - 140回（オーディション結果発表）
    - 143回（忘年会）
    - 144回（ミッション発表）
    - 145回（遊撃隊ラジオ②）
    - 151回（朗読劇オーディション結果発表）
    - 153回（朗読劇録音）
    - 154回（朗読劇前編）
    - 155回（朗読劇後編）
    - 156回（卒業式）
- FM世田谷　劇ナビ！！（2019年6月12日）

## CD

### 『イブステ』シリーズ関連
| 発売日   | 商品名 | キャスト | 歌                                                 |
| 2019年   | 2019年 | 2019年 | 2019年                                             |
| -------- | --- | --- | -------------------------------------------------- |
| 11月29日 | 2.5次元ダンスライブ「ALIVESTAGE Episode 2『月花神楽』」主題歌                                                  | SOARA: 大原空 役：堀田竜成、在原守人 役：石渡真修、神楽坂宗司 役：吉田知央、宗像廉 役：植田慎一郎、七瀬望 役：渡邉響 Growth: 衛藤昂輝 役：塩澤英真、八重樫剣介 役：石川翔、桜庭涼太 役：三谷怜央、藤村衛 役：岩佐祐樹 | 『月花神楽』                                       |
| 11月29日 | 2.5次元ダンスライブ「ALIVESTAGE Episode 2『月花神楽』」～浅葱の章～ 挿入歌                                     | Growth: 衛藤昂輝 役：塩澤英真、八重樫剣介 役：石川翔、桜庭涼太 役：三谷怜央、藤村衛 役：岩佐祐樹 | 『浅葱萌ゆ』                                       |
| 2020年   | | |                                                    |
| 5月29日  | 2.5次元ダンスライブ「ALIVESTAGE Episode 3『SCHOOL REVOLUTION Hello 神さま 僕はここにいる！』」主題歌           | SOARA: 大原空 役：堀田竜成、在原守人 役：石渡真修、神楽坂宗司 役：吉田知央、宗像廉 役：植田慎一郎、七瀬望 役：渡邉響 Growth: 衛藤昂輝 役：塩澤英真、八重樫剣介 役：石川翔、桜庭涼太 役：三谷怜央、藤村衛 役：岩佐祐樹 | 『SCHOOL REVOLUTION Hello 神さま 僕はここにいる!』 |
| 5月29日  | 2.5次元ダンスライブ「ALIVESTAGE Episode 3『SCHOOL REVOLUTION Hello 神さま 僕はここにいる！』」Ver.GREEN 劇中歌 | Growth: 衛藤昂輝 役：塩澤英真、八重樫剣介 役：石川翔、桜庭涼太 役：三谷怜央、藤村衛 役：岩佐祐樹 | 『to the future』                                  |
| 2021年   | | |                                                    |
| 2月26日  | 2.5次元ダンスライブ「ALIVESTAGE Episode 4『WYD』」主題歌                                                       | SOARA: 大原空 役：堀田竜成、在原守人 役：石渡真修、神楽坂宗司 役：吉田知央、宗像廉 役：植田慎一郎、七瀬望 役：渡邉響 Growth: 衛藤昂輝 役：塩澤英真、八重樫剣介 役：石川翔、桜庭涼太 役：橘りょう、藤村衛 役：岩佐祐樹 | 『WYD』                                            |
| 2月26日  | 2.5次元ダンスライブ「ALIVESTAGE Episode 4『WYD』」Ver.GREEN 劇中歌                                             | Growth: 衛藤昂輝 役：塩澤英真、八重樫剣介 役：石川翔、桜庭涼太 役：橘りょう、藤村衛 役：岩佐祐樹 | 『ハウル -ver.WYD-』                               |
| 10月8日  | 2.5次元ダンスライブ「ALIVESTAGE Episode 5『月野百鬼夜行綺譚 天獄 -君死にたまふことなかれ-』」主題歌            | SOARA: 大原空 役：堀田竜成、在原守人 役：石渡真修、神楽坂宗司 役：吉田知央、宗像廉 役：植田慎一郎、七瀬望 役：渡邉響 Growth: 衛藤昂輝 役：塩澤英真、八重樫剣介 役：石川翔、桜庭涼太 役：橘りょう、藤村衛 役：岩佐祐樹 | 『万古詠唱』                                       |
| 2022年   | | |                                                    |
| 4月1日   | 2.5次元ダンスライブ「ALIVESTAGE Episode 6『Gift』」主題歌                                                      | SOARA: 大原空 役：堀田竜成、在原守人 役：石渡真修、神楽坂宗司 役：吉田知央、宗像廉 役：植田慎一郎、七瀬望 役：渡邉響 Growth: 衛藤昂輝 役：塩澤英真、八重樫剣介 役：石川翔、桜庭涼太 役：橘りょう、藤村衛 役：岩佐祐樹 | 『Gift For The Music』                             |
| 2023年   | | |                                                    |
| 2月17日  | 2.5次元ダンスライブ「ALIVESTAGE Episode 7『斬心 -霖雨蒼生-』」主題歌                                           | SOARA: 大原空 役：堀田竜成、在原守人 役：影山達也、神楽坂宗司 役：吉田知央、宗像廉 役：植田慎一郎、七瀬望 役：渡邉響 Growth: 衛藤昂輝 役：塩澤英真、八重樫剣介 役：石川翔、桜庭涼太 役：田中尚輝、藤村衛 役：岩佐祐樹 | 『斬心-無形ノ八重-』                               |
| 9月29日  | 2.5次元ダンスライブ「ALIVESTAGE Episode 8『太極伝奇の、舞台裏』」主題歌                                        | SOARA: 大原空 役：堀田竜成、在原守人 役：影山達也、神楽坂宗司 役：吉田知央、宗像廉 役：植田慎一郎、七瀬望 役：渡邉響 Growth: 衛藤昂輝 役：塩澤英真、八重樫剣介 役：石川翔、桜庭涼太 役：田中尚輝、藤村衛 役：岩佐祐樹 | 『太極伝奇～約束～』                               |
| 2024年   | | |                                                    |
| 7月26日  | 2.5次元ダンスライブ「ALIVESTAGE Episode 9『オトアツメ feat.ORIGIN』」主題歌                                    | SOARA: 大原空 役：堀田竜成、在原守人 役：影山達也、神楽坂宗司 役：吉田知央、宗像廉 役：植田慎一郎、七瀬望 役：渡邉響 Growth: 衛藤昂輝 役：塩澤英真、八重樫剣介 役：石川翔、桜庭涼太 役：田中尚輝、藤村衛 役：岩佐祐樹 | 『ORIGIN -芽生えの詩-』                            |